# Madhav Singh Solanki
Madhav Singh Solanki (30 de julio de 1927-9 de enero de 2021) fue un líder del partido del Congreso Nacional Indio que se desempeñó como ministro de Asuntos Exteriores de la India. También se desempeñó como Ministro Principal de Gujarat tres veces. Era conocido por la teoría KHAM por la que llegó al poder en Gujarat en la década de 1980.

## Carrera
En 1981, el gobierno de Gujarat encabezado por el primer ministro Solanki, introdujo la reserva para las clases social y económicamente atrasadas sobre la base de las recomendaciones de la Comisión Bakshi. Resultó en una agitación contra las reservas en todo el estado que se desbordó en disturbios que resultaron en más de cien muertes. Solanki dimitió en 1985, pero luego volvió al poder ganando 149 de los 182 escaños de la asamblea. Fue apoyado por Kshatriya, Harijan, Adivasi y musulmanes; llamado colectivamente como fórmula KHAM. Resultó en que otras comunidades perdieran la influencia política.